# گورلا مانداتا
گورلا مانداتا (به لاتین: Gurla Mandhata) یک کوه در چین است که در Ngari Prefecture واقع شده‌است. گورلا مانداتا ۷٬۶۹۴ متر بالاتر از سطح دریا واقع شده‌است.